# Until the End
«Until the End» es una canción de la banda estadounidense de metal alternativo Breaking Benjamin. Fue lanzado el 2 de octubre de 2007 como el tercer y último sencillo de su tercer álbum de estudio Phobia, editado en agosto de 2006.
El 11 de febrero de 2014, «Until the End» fue certificado oro por la RIAA, lo que convirtió al sencillo en la primera canción certificada de la banda. Desde entonces, la banda ha sido premiada con seis sencillos de oro, tres de platino y tres multiplatino.

## Lanzamiento
La canción fue publicada en la página de Myspace de Breaking Benjamin y se dijo que sería un futuro sencillo el 10 de julio de 2007; su lanzamiento se anunció esa misma noche en The Shallow Bay Radio, la estación de radio en línea de Breaking Benjamin. La fecha original era el 10 de julio de 2007, pero se trasladó al 2 de octubre. Rhiannon Napier, exnovia y exesposa de Benjamin, apareció en el video musical, donde se ahogó en la bañera oscura, en la tierra de los ángeles de la fobia, permaneciendo despierta caminando con un vestido azul gótico con hombros descubiertos y luego miró fijamente a un fantasma, luego se despertó de una muerte por ahogamiento y se fue.

## Lista de canciones
Todas las canciones escritas y compuestas por Benjamin Burnley, Aaron Fink y Mark Klepaski. 
| Sencillo promocional |                 |          |  |
| N.º                  | Título          | Duración |  |
| 1.                   | «Until the End» | 4:14     |  |

## Posicionamiento en lista
| Lista (2007)                                  | Posición |
| --------------------------------------------- | -------- |
| US Bubbling Under Hot 100 Singles (Billboard) | 22       |
| US Mainstream Rock (Billboard)                | 6        |
| US Alternative Songs (Billboard)              | 21       |

## En otros medios
- "Until the End" se utilizó como fondo en la transmisión del 18 de diciembre de 2007 de WWE SmackDown, que mostraba la rivalidad entre Randy Orton, John Cena y Triple H en WrestleMania XXIV.
- La canción se incluye como contenido descargable del paquete de canciones Breaking Benjamin que se lanzó en Guitar Hero 5.